# (38829) 2000 RQ96
2000 RQ96 (asteroide 38829) é um asteroide da cintura principal. Possui uma excentricidade de 0.10790850 e uma inclinação de 5.84263º.
Este asteroide foi descoberto no dia 4 de setembro de 2000 por LONEOS em Anderson Mesa.